# Lake View (Iowa)
Lake View és una població dels Estats Units a l'estat d'Iowa. Segons el cens del 2000 tenia 1.278 habitants.

## Demografia
Segons el cens del 2000, Lake View tenia 1.278 habitants, 571 habitatges, i 360 famílies. La densitat de població era de 268,2 habitants/km².
Dels 571 habitatges en un 22,9% hi vivien nens de menys de 18 anys, en un 54,6% hi vivien parelles casades, en un 7,4% dones solteres, i en un 36,8% no eren unitats familiars. En el 33,1% dels habitatges hi vivien persones soles el 19,1% de les quals corresponia a persones de 65 anys o més que vivien soles. El nombre mitjà de persones vivint en cada habitatge era de 2,18 i el nombre mitjà de persones que vivien en cada família era de 2,75.
Per edats la població es repartia de la següent manera: un 20,7% tenia menys de 18 anys, un 4,4% entre 18 i 24, un 19,7% entre 25 i 44, un 26,5% de 45 a 60 i un 28,7% 65 anys o més.
L'edat mediana era de 48 anys. Per cada 100 dones de 18 o més anys hi havia 81,1 homes.
La renda mediana per habitatge era de 26.691 $ i la renda mediana per família de 33.333 $. Els homes tenien una renda mediana de 26.932 $ mentre que les dones 19.773 $. La renda per capita de la població era de 15.857 $. Entorn del 9,5% de les famílies i el 13,3% de la població estaven per davall del llindar de pobresa.

## Poblacions més properes
El següent diagrama mostra les poblacions més properes.